# Brannon Kidder
Brannon Kidder (ur. 18 listopada 1993) – amerykański lekkoatleta specjalizujący się w biegach średniodystansowych.
Złoty medalista IAAF World Relays (2017).
Medalista mistrzostw Stanów Zjednoczonych. Stawał na podium czempionatu NCAA.
Rekordy życiowe: stadion – 1:45,58 (2 maja 2015, Stanford); hala – 1:47,01 (30 stycznia 2016, State College i 8 lutego 2020, Nowy Jork).

## Osiągnięcia
| Rok  | Impreza            | Miejsce | Konkurencja             | Lokata     | Wynik   |
| ---- | ------------------ | ------- | ----------------------- | ---------- | ------- |
| 2017 | IAAF World Relays  | Nassau  | sztafeta 4 × 800 metrów | 1. miejsce | 7:13,16 |
| 2019 | Mistrzostwa świata | Doha    | bieg na 800 metrów      | półfinał   | 1:45,62 |